# 옥자
《옥자》(영어: Okja)는 2017년에 개봉한 대한민국, 미국의 모험 영화이다. 봉준호가 감독, 각본을 맡았으며, 존 론슨이 공동 각본가로 참여하였다. 이 영화는 사연 많은 동물과 소녀의 뜨거운 우정, 그리고 한국과 미국을 오가는 둘의 모험을 그린 작품으로 안서현, 틸다 스윈턴, 제이크 질런홀, 폴 다노, 스티븐 연, 릴리 콜린스, 데번 보스틱, 변희봉과 셜리 헨더슨 그리고 최우식이 출연한다.
2017 칸 영화제 경쟁 부문 진출작이다. 2017년 6월 28일 넷플릭스를 통해 공개되었다.

## 시놉시스
유전자 조작으로 태어난 슈퍼돼지 '옥자'를 10년간 친구처럼 가족처럼 키운 미자로부터 미란도 그룹이 되찾아가면서 벌어지는 내용으로, '미자'라는 이름의 산골 소녀(안서현)가 자신의 가장 친한 친구인 거대 동물 '옥자'를 구하기 위해 뉴욕으로 찾아가 위험을 무릅쓰고 동물보호단체 ALF와 힘을 합쳐 미란도 그룹에 맞서는 고군분투기가 담겼다.

## 배역
- 안서현 : 미자 역
- 틸다 스윈턴 : 루시 미란도 역
- 폴 다노 : 제이 역
- 변희봉 : 희봉 역
- 스티븐 연 : K 역
- 릴리 콜린스 : 레드 역
- 윤제문 : 박문도 역
- 셜리 헨더슨 : 제니퍼 역
- 대니얼 헨셜 : 블론드 역
- 데번 보스틱 : 실버
- 최우식 : 김씨 역
- 잔카를로 에스포지토 : 프랭크 도슨 역
- 제이크 질렌할 : 닥터 조니 윌콕스 역
- 이정은 : 옥자 (목소리) / 휠체어 여자 역
- 최희서 : 통역사 역
- 박기선
- 윤경호 : 미란도 직원 역
- 조완기 : 미란도 직원 역
- 한이진 : 미란도 직원 역
- 박정기 : 기자 역
- 윤정로 : 기자 역
- 김문학 : 경찰 역
- 박지훈 : ALF 단원 역
- 안성봉
- 린 마로콜라 : NYPD 경찰관 역
- 이원진
- 배영란 : 여경찰 역
- 신예린 : 승무원 역
- 이봉련

## 제작 및 촬영
2013년 1월, 봉준호 감독은 "'옥자'라는 독특한 여자주인공의 모험담을 그린 영화를 준비하고 있다"고 밝히며, "이 작품은 한국과 미국 로케이션이 섞여 있고, 한국어 대사와 영어 대사가 절반쯤 섞인 시나리오이다. 이외에도 미국 쪽 에이전시에서 들어오는 각본을 검토 중인데 정확히 결정되진 않았다"고 말했다. 이어 봉준호 감독은 "'옥자'를 통해 인간과 동물의 아름다운 우정 그리고 그 속에 존재하는 공포에 대한 이야기를 담아내고 싶다"고 밝혔다.
2015년 11월 10일, 미국에 기반을 둔 세계 최대 유료 동영상 스트리밍 서비스 업체 넷플릭스가 투자자로 참여하며, 제작비 5,000만 달러(약 579억원)를 전액 투자한다고 보도 되었다. 브래드 피트가 설립한 영화 제작사로《머니볼》 ,《노예 12년》,《월드워Z》등을 제작한 플랜 B 엔터테인먼트가 공동 제작사로 합류했다.
《에이리언 4》, 《미드나잇 인 파리》, 《아무르》 등 을 선보인 다리우스 콘쥐 촬영 감독이 합류해, 본 촬영은 2016년 4월 22일부터 대한민국, 서울의 구로변전소 일대에서 시작되었다. 2016년 4월 23일부터 25일까지 대전 갈마 지하차도와 2016년 5월 31일 서울 양화대교, 강변북로, 상암동 일대, 2016년 6월 4일부터 6일까지 3일간 광주 광산구 수완지하차도에서 거대 변형 돼지인 옥자와 주인공 소녀가 노는 장면을 촬영 되었다. 세트장과 전국 촬영지를 돌며 약 8주가량 한국에서 촬영을 진행하였고, 이후 캐나다와 미국 뉴욕을 오가며 촬영이 되었다. 극중 한국어와 영어 대사가 함께 쓰이는 것으로 알려졌다.

## 캐스팅
2016년 2월, 봉준호 감독은 주인공을 맡을 소녀 역할을 캐스팅하기 위해 그동안 수많은 오디션으로 신인배우 발굴에 나섰고, 그 결과 2004년생 10년차 아역배우 안서현이 캐스팅되었다. 2016년 3월, 릴리 콜린스가 주연 중 한명으로 캐스팅되었다고 보도되었다. 이외에도 헐리웃 배우 틸다 스윈턴, 제이크 질렌할, 폴 다노, 스티븐 연, 릴리 콜린스, 데번 보스틱, 셜리 헨더슨과 한국 배우로는 변희봉, 윤제문과 최우식이 캐스팅되었다.

## 설정
- 미란도 그룹: 2007년 루시 미란도가 설립한 기업이다.
- 미란도 한국지사: 대한민국 서울에 위치하고 있다.
- 동물해방전선(ALF): 슈퍼돼지 프로젝트에 반대하는 국제단체이다.
- 슈퍼돼지: 슈퍼돼지 프로젝트는 루시 미란도가 계획했다.
- 옥자: 슈퍼돼지다. 대한민국 강원도에 위치하고 있다.
- US NEWS 24: 미국의 가상의 방송국이다. US NEWS 24를 방영한다.

## 같이 보기
- 유전자 변형 식품